# Allan Nyom
Allan-Roméo Nyom, noto semplicemente come Allan Nyom (Neuilly-sur-Seine, 10 maggio 1988), è un calciatore camerunese, difensore svincolato e della nazionale camerunese.

## Carriera

### Club
Cresciuto nelle giovanili del Nancy, nel 2008 passa all'Arles, con la cui maglia disputa 37 partite nella terza serie francese. Nel 2009 viene acquistato dall'Udinese, che lo gira subito in prestito agli spagnoli del Granada. Debutta nella massima serie spagnola il 27 agosto 2011, nella sfida interna contro il Real Betis, terminata 0-1.
Dopo sei anni passati in Spagna, nel 2015 l'Udinese lo cede a titolo definitivo al Watford, in Premier League. Il 31 agosto 2016 viene acquistato dal West Bromwich Albion. Dopo una parentesi di un anno nelle file del Leganés, dal 2019 milita nel Getafe.
Il 28 gennaio 2022 rescinde il suo contratto con il Getafe, e contestualmente fa ritorno al Leganés.

### Nazionale
Nel 2011 ha esordito nella nazionale camerunese, con la quale nel 2014 ha partecipato ai Mondiali.

## Statistiche

### Presenze e reti nei club
Statistiche aggiornate al 30 giugno 2024.
| Stagione             | Squadra              | Campionato           | Campionato | Campionato | Coppe nazionali | Coppe nazionali | Coppe nazionali | Coppe continentali | Coppe continentali | Coppe continentali | Altre coppe | Altre coppe | Altre coppe | Totale | Totale |
| Stagione             | Squadra              | Comp                 | Pres       | Reti       | Comp            | Pres            | Reti            | Comp               | Pres               | Reti               | Comp        | Pres        | Reti        | Pres   | Reti   |
| -------------------- | -------------------- | -------------------- | ---------- | ---------- | --------------- | --------------- | --------------- | ------------------ | ------------------ | ------------------ | ----------- | ----------- | ----------- | ------ | ------ |
| 2008-2009            | Arles                | CN                   | 37         | 0          | CF              | 0               | 0               | -                  | -                  | -                  | -           | -           | -           | 37     | 0      |
| 2009-2010            | Granada              | SDB                  | 30+2       | 0          | CR              | 0               | 0               | -                  | -                  | -                  | -           | -           | -           | 32     | 0      |
| 2010-2011            | Granada              | SD                   | 39+4       | 1          | CR              | 2               | 0               | -                  | -                  | -                  | -           | -           | -           | 45     | 1      |
| 2011-2012            | Granada              | PD                   | 32         | 0          | CR              | 1               | 0               | -                  | -                  | -                  | -           | -           | -           | 33     | 0      |
| 2012-2013            | Granada              | PD                   | 35         | 0          | CR              | 1               | 0               | -                  | -                  | -                  | -           | -           | -           | 36     | 0      |
| 2013-2014            | Granada              | PD                   | 34         | 0          | CR              | 2               | 0               | -                  | -                  | -                  | -           | -           | -           | 36     | 0      |
| 2014-2015            | Granada              | PD                   | 34         | 1          | CR              | 4               | 0               | -                  | -                  | -                  | -           | -           | -           | 38     | 1      |
| Totale Granada       | Totale Granada       | Totale Granada       | 204+6      | 2          |                 | 14              | 0               |                    | -                  | -                  |             | -           | -           | 224    | 2      |
| 2015-2016            | Watford              | PL                   | 32         | 0          | FACup+CdL       | 4+0             | 0+0             | -                  | -                  | -                  | -           | -           | -           | 36     | 0      |
| lug.-ago. 2016       | Watford              | PL                   | 0          | 0          | FACup+CdL       | 0+1             | 0+0             | -                  | -                  | -                  | -           | -           | -           | 1      | 0      |
| Totale Watford       | Totale Watford       | Totale Watford       | 32         | 0          |                 | 5               | 0               |                    | -                  | -                  |             | -           | -           | 37     | 0      |
| 2016-2017            | West Bromwich        | PL                   | 32         | 0          | FACup+CdL       | 0+0             | 0+0             | -                  | -                  | -                  | -           | -           | -           | 32     | 0      |
| 2017-2018            | West Bromwich        | PL                   | 29         | 0          | FACup+CdL       | 2+2             | 0+0             | -                  | -                  | -                  | -           | -           | -           | 33     | 0      |
| ago. 2018            | West Bromwich        | FLC                  | 2          | 0          | FACup+CdL       | 0+0             | 0+0             | -                  | -                  | -                  | -           | -           | -           | 2      | 0      |
| Totale West Bromwich | Totale West Bromwich | Totale West Bromwich | 63         | 0          |                 | 4               | 0               |                    | -                  | -                  |             | -           | -           | 67     | 0      |
| 2018-2019            | Leganés              | PD                   | 23         | 1          | CR              | 2               | 0               | -                  | -                  | -                  | -           | -           | -           | 25     | 1      |
| 2019-2020            | Getafe               | PD                   | 34         | 2          | CR              | 1               | 0               | UEL                | 9                  | 0                  | -           | -           | -           | 44     | 2      |
| 2020-2021            | Getafe               | PD                   | 31         | 0          | CR              | 1               | 0               | -                  | -                  | -                  | -           | -           | -           | 32     | 0      |
| 2021-gen. 2022       | Getafe               | PD                   | 5          | 0          | CR              | 2               | 0               | -                  | -                  | -                  | -           | -           | -           | 7      | 0      |
| gen.-giu. 2022       | Leganés              | SD                   | 16         | 1          | CR              | 0               | 0               | -                  | -                  | -                  | -           | -           | -           | 16     | 1      |
| 2022-2023            | Leganés              | SD                   | 36         | 1          | CR              | 1               | 0               | -                  | -                  | -                  | -           | -           | -           | 37     | 1      |
| 2023-2024            | Leganés              | SD                   | 31         | 0          | CR              | 2               | 1               | -                  | -                  | -                  | -           | -           | -           | 33     | 1      |
| Totale Leganes       | Totale Leganes       | Totale Leganes       | 106        | 3          |                 | 5               | 1               |                    | -                  | -                  |             | -           | -           | 111    | 4      |
| 2024-2025            | Getafe               | PD                   | 12         | 1          | CR              | 1               | 0               | -                  | -                  | -                  | -           | -           | -           | 13     | 1      |
| Totale Getafe        | Totale Getafe        | Totale Getafe        | 82         | 3          |                 | 5               | 0               |                    | 9                  | 0                  |             | -           | -           | 96     | 3      |
| Totale carriera      | Totale carriera      | Totale carriera      | 530        | 8          |                 | 33              | 1               |                    | 9                  | 0                  |             | -           | -           | 572    | 9      |

### Cronologia presenze e reti in nazionale
| Cronologia completa delle presenze e delle reti in nazionale ― Camerun | Cronologia completa delle presenze e delle reti in nazionale ― Camerun | Cronologia completa delle presenze e delle reti in nazionale ― Camerun | Cronologia completa delle presenze e delle reti in nazionale ― Camerun | Cronologia completa delle presenze e delle reti in nazionale ― Camerun | Cronologia completa delle presenze e delle reti in nazionale ― Camerun | Cronologia completa delle presenze e delle reti in nazionale ― Camerun | Cronologia completa delle presenze e delle reti in nazionale ― Camerun |
| Data                                                                   | Città                                                                  | In casa                                                                | Risultato                                                              | Ospiti                                                                 | Competizione                                                           | Reti                                                                   | Note                                                                   |
| ---------------------------------------------------------------------- | ---------------------------------------------------------------------- | ---------------------------------------------------------------------- | ---------------------------------------------------------------------- | ---------------------------------------------------------------------- | ---------------------------------------------------------------------- | ---------------------------------------------------------------------- | ---------------------------------------------------------------------- |
| 11-11-2011                                                             | Marrakech                                                              | Camerun                                                                | 3 – 1                                                                  | Sudan                                                                  | Amichevole                                                             | -                                                                      |                                                                        |
| 29-2-2012                                                              | Bissau                                                                 | Guinea-Bissau                                                          | 0 – 1                                                                  | Camerun                                                                | Qual. Coppa d'Africa 2013                                              | -                                                                      |                                                                        |
| 14-11-2012                                                             | Ginevra                                                                | Albania                                                                | 0 – 0                                                                  | Camerun                                                                | Amichevole                                                             | -                                                                      | 57’                                                                    |
| 6-2-2013                                                               | Dar-es-Salaam                                                          | Tanzania                                                               | 1 – 0                                                                  | Camerun                                                                | Amichevole                                                             | -                                                                      |                                                                        |
| 13-10-2013                                                             | Rades                                                                  | Tunisia                                                                | 0 – 0                                                                  | Camerun                                                                | Qual. Mondiali 2014                                                    | -                                                                      | 38’ 69’                                                                |
| 5-3-2014                                                               | Leiria                                                                 | Portogallo                                                             | 5 – 1                                                                  | Camerun                                                                | Amichevole                                                             | -                                                                      |                                                                        |
| 26-5-2014                                                              | Kufstein                                                               | Macedonia del Nord                                                     | 0 – 2                                                                  | Camerun                                                                | Amichevole                                                             | -                                                                      | 74’                                                                    |
| 29-5-2014                                                              | Kufstein                                                               | Camerun                                                                | 1 – 2                                                                  | Paraguay                                                               | Amichevole                                                             | -                                                                      |                                                                        |
| 1-6-2014                                                               | Mönchengladbach                                                        | Germania                                                               | 2 – 2                                                                  | Camerun                                                                | Amichevole                                                             | -                                                                      | 83’                                                                    |
| 7-6-2014                                                               | Yaoundé                                                                | Camerun                                                                | 1 – 0                                                                  | Moldavia                                                               | Amichevole                                                             | -                                                                      |                                                                        |
| 23-6-2014                                                              | Brasilia                                                               | Camerun                                                                | 1 – 4                                                                  | Brasile                                                                | Mondiali 2014 - 1°turno                                                | -                                                                      |                                                                        |
| 23-6-2016                                                              | Yaoundé                                                                | Camerun                                                                | 2 – 2                                                                  | Sudafrica                                                              | Qual. Coppa d'Africa 2017                                              | -                                                                      |                                                                        |
| 29-3-2016                                                              | Durban                                                                 | Sudafrica                                                              | 0 – 0                                                                  | Camerun                                                                | Qual. Coppa d'Africa 2017                                              | -                                                                      |                                                                        |
| 30-5-2016                                                              | Nantes                                                                 | Francia                                                                | 3 – 2                                                                  | Camerun                                                                | Amichevole                                                             | -                                                                      | 36’                                                                    |
| 9-10-2016                                                              | Baraki                                                                 | Algeria                                                                | 1 – 1                                                                  | Camerun                                                                | Qual. Mondiali 2018                                                    | -                                                                      | 31’                                                                    |
| 12-11-2016                                                             | Sarre-Union                                                            | Camerun                                                                | 1 – 1                                                                  | Zambia                                                                 | Qual. Mondiali 2018                                                    | -                                                                      |                                                                        |
| 25-3-2018                                                              | Kuwait City                                                            | Kuwait                                                                 | 1 – 3                                                                  | Camerun                                                                | Amichevole                                                             | -                                                                      | 46’                                                                    |
| 12-10-2019                                                             | Rades                                                                  | Tunisia                                                                | 0 – 0                                                                  | Camerun                                                                | Amichevole                                                             | -                                                                      | 46’                                                                    |
| Totale                                                                 |                                                                        | Presenze                                                               | 17                                                                     |                                                                        | Reti                                                                   | 0                                                                      |                                                                        |

## Palmarès

### Club

#### Competizioni nazionali
- Segunda División B: 1

Granada: 2009-2010
- Segunda División: 1

Leganés: 2023-2024